# Javorniški Rovt
Javorniški Rovt je naselje u slovenskoj Općini Jesenicama. Javorniški Rovt se nalazi u pokrajini Gorenjskoj i statističkoj regiji Gorenjskoj. 

## Stanovništvo
Prema popisu stanovništva iz 2002. godine naselje je imalo 189 stanovnika.